# Eumerus merodonoides
Eumerus merodonoides är en tvåvingeart som beskrevs av Stackelberg 1964. Eumerus merodonoides ingår i släktet månblomflugor, och familjen blomflugor. Inga underarter finns listade i Catalogue of Life.